# Ole Steen Hansen (erhvervsmand)
 For alternative betydninger, se Ole Steen Hansen. (Se også artikler, som begynder med Ole Steen Hansen)
Ole Steen Hansen (født 25. oktober 1939 på Frederiksberg) er en dansk erhvervsmand.
Ole Steen Hansen var direktør af Danmarks største trykkeri Saloprint a/s fra ca. 1985 til 1999. Ole Steen Hansen er mest kendt for redningsaktionen af fodboldklubben FC København i 1995. Han var blandt de store investorer som gav F.C. København en økonomisk indsprøjtning, som reddede klubben fra konkurs. Senere stiftede han sammen med Karsten Aabrink agentfirmaet Tempo Management, som blev solgt til det engelske firma Proactive Sports Group Plc i 2001.
Direktør Ole Steen Hansen er tillige formand for bestyrelsen i en række selskaber i dansk erhvervsliv, heriblandt Greentech Energy Systems, Aqua d'or mineral water a/s, First Artist, Grafisk arbejdsgiverforening og Travel Scence. Herudover har Ole Steen Hansen siddet i forretningsudvalget i DA.